# Rankweil
Rankweil mezőváros Ausztria legnyugatibb tartományának, Vorarlbergnek a Feldkirchi járásában található. Területe 21,87 km², lakosainak száma 11 716 fő, népsűrűsége pedig 540 fő/km² (2014. január 1-jén). A település 468 méteres tengerszint feletti magasságban helyezkedik el.
Északnyugatról Meiningen, északról és északkeletről Röthis, keletről Laterns, délkeletről Übersaxen, délről Göfis, délnyugatról és nyugatról Feldkirch határolja.
A település részei: Brederis és Rankweil.

## Fordítás
- Ez a szócikk részben vagy egészben  a   Rankweil című angol Wikipédia-szócikk ezen változatának fordításán alapul.  Az eredeti cikk szerkesztőit annak laptörténete sorolja fel. Ez a jelzés csupán a megfogalmazás eredetét és a szerzői jogokat jelzi, nem szolgál a cikkben szereplő információk forrásmegjelöléseként.